# 히가시닛폰 방송
히가시닛폰 방송(일본어: 東日本放送)은 일본의 방송사이자 1975년 10월 1일에 미야기현의 4번째 민영방송국으로 개국했으며, 약칭은 KHB(K.K Higashinippon Broadcasting), 콜사인은 JOEM-DTV이다.

## 연혁
- 1974년 10월 30일 - 설립.
- 1975년 10월 1일 - 개국.
- 1991년 9월 26일 - 음성다중방송 개시.
- 2003년 2월 5일 - NHK 센다이 방송국·도호쿠 방송과 공동 건설한 송신소에서 송신 개시.
- 2005년 12월 1일 - 정규방송을 15분간 중단하고 미야기현청에서 행해진 지상 디지털 텔레비전 방송 개시 기념식전 중계(NHK 센다이 방송국 및 미야기현내 민영 텔레비전 방송국 공동 제작)를 실시한다.
- 2006년 5월 1일 - 지상 디지털 텔레비전 방송 서비스 방송을 개시.
- 2006년 6월 18일 - 지상 디지털 텔레비전 방송 개시,[1] 원세그도 동시 개시.
- 2012년 3월 31일 - 지상 아날로그 방송 종료.

### 미야기현의 ANN계열 방송국 변천사
원래 미야기현의 TV아사히 계열국은 1970년 개국한 미야기 TV 방송이었다. 회사 설립 당시 아사히 신문이 일본에 아사히계열 텔레비전 네트워크를 구축하기 위하여 일본 각지의 UHF방송국 개국 신청을 실시해 많은 지방에서 크로스 네트워크 형태로 아사히계열 텔레비전 방송국이 개국했다. 미야기 TV도 요미우리 신문이나마이니치 신문자본이 있음에도 불구하고, 일단 아사히계열 텔레비전 방송국으로서 ANN에도 가맹하고 있었다(미야기 TV에는 아사히 신문과의 자본 관계는 존재하지 않는다).
그렇지만 미야기 TV는 그 후 시청률이 좋았던 니혼 TV계열 프로그램을 주로 방송하게 되었고 그와 동시에 새 UHF 방송국 면허가 미야기현에 교부될 가능성이 보였기 때문에 아사히계열은 새 UHF방송국 개국에 주력하게 되었다. 이렇게 해서 1975년 히가시닛폰 방송의 개국과 동시에, 미야기 TV는 니혼 TV의 완전가맹국이 되었다.

## 특징
- TV 아사히의 정식명칭이 NET-TV일 때 개국한 마지막 ANN 방송국이자 도호쿠지방 최초의 ANN 방송국이다.
- 2003년부터 2005년까지 한국드라마를 방송했다.

## 미야기현에 있는 다른 텔레비전·라디오 방송국
- NHK 센다이 방송국
- 도호쿠 방송(TBC)(TV는 도쿄 방송 계열, 라디오는 JRN&NRN계열)
- 센다이 방송(OX)(후지 TV 계열)
- 미야기 TV 방송(MMT)(니혼 TV 계열)
- FM센다이(JFN 계열)